# Hoa hậu Quốc tế 1978
Hoa hậu Quốc tế 1978 là cuộc thi Hoa hậu Quốc tế lần thứ 18, được tổ chức vào ngày 10 tháng 11 năm 1978 tại Mielparque, Tokyo, Nhật Bản. 43 thí sinh tham gia cuộc thi năm nay. Trong đêm chung kết, Hoa hậu Quốc tế 1977 Pilar Medina đến từ Tây Ban Nha đã trao lại vương miện cho người kế nhiệm, cô Katherine Patricia Ruth đến từ Hoa Kỳ. Đây là lần thứ hai Hoa Kỳ đăng quang cuộc thi.

## Xếp hạng

### Thứ hạng
| Kết quả              | Thí sinh                                 |
| -------------------- | ---------------------------------------- |
| Hoa hậu Quốc tế 1978 | - Hoa Kỳ – Katherine Patricia Ruth       |
| Á hậu 1              | - Na Uy – Jeanette Aarum                 |
| Á hậu 2              | - Bỉ – Brigitte Maria Antonia Muyshondt  |
| Á hậu 3              | - Đức – Petra Brinkmann                  |
| Á hậu 4              | - Ireland – Lorraine Bernadette Enriquez |

### Các giải thưởng phụ
| Giải thưởng                 | Thí sinh                              |
| --------------------------- | ------------------------------------- |
| Hoa hậu Thân thiện          | - Bolivia – Rosita de Lourdes Requeña |
| Hoa hậu Ảnh                 | - Áo – Elisabeth Havichek             |
| Trang phục dân tộc đẹp nhất | - Mexico – Olga Pescador Sosa         |

## Thí sinh
| - Argentina - Graciela Riadigos - Úc - Michelle Cay Adamson - Áo - Elisabeth Havichek - Bỉ - Brigitte Maria Antonia Muyshondt - Bolivia - Rosita de Lourdes Requeña - Brazil - Ângela Soares Chichierchio - Anh Quốc - Patricia Morgan - Canada - Kimberly Ann Allan - Chile - Marianela Verónica Toledo Rojas - Colombia - Olga Lucia Prada Rodríguez - Costa Rica - Marlene Lourdes Amador Barrenechea - Đan Mạch - Anita Heske - Phần Lan - Hymy Marja Suuronen - Pháp - Véronique Fagot - Đức - Petra Brinkmann - Hy Lạp - Aspasia "Sia" Krokidou - Guam - Carmen Blas Sablan - Hawaii - Roxane Celeste Fleming - Hà Lan - Karin Ingrid Gustaffson - Honduras - Lorena Irias Navas - Hồng Kông - Tăng Khánh Du - Iceland - Sigurlaug "Dilly" Halldórsdóttir | - Ấn Độ - Sabita Dhanrajgir - Ireland - Lorraine Bernadette Enriquez - Israel - Lea Avgi - Ý - Gloria Aita - Nhật Bản - Atsuko Taguchi - Hàn Quốc - Chae Jung-sook - Malaysia - Farida Abdul Samad - Mexico - Olga Pescador Sosa - New Caledonia - Patricia Lorazo - New Zealand - Donella Elizabeth Clemmence Thomsen - Nicaragua - Maria Auxiliadora Paguaga Mantilla - Na Uy - Jeanette Aarum - Philippines - Luz de la Cruz Policarpio - Singapore - Felina Teo Bee Wah - Tây Ban Nha - Maria Inmaculada Arencibia Parrado - Thụy Điển - Pia Birgitta Eriksson - Thụy Sĩ - Daniela Patricia Haberli - Thổ Nhĩ Kỳ - Zulal Zeynen Mazmanoglu - Uruguay - Sara Alaga Valega - Hoa Kỳ - Katherine Patricia Ruth - Venezuela - Doris Fueyo Moreno |

## Chú ý

### Lần đầu tham gia
- New Caledonia

### Trở lại
- Lần cuối tham gia vào năm 1976:
  -  Philippines

### Bỏ cuộc
| - Indonesia - Liban - Malta - Puerto Rico | - Sri Lanka - Thái Lan - Nam Tư |

### Thay thế
- Anh Quốc - Sarah Louise Long

## Liên kết
1. ↑  "History of Miss International". miss-international.org. Truy cập ngày 12 tháng 10 năm 2020.
2. ↑  "1978 Miss International Beauty Pageant". veestarz.com. ngày 10 tháng 11 năm 1978. Truy cập ngày 13 tháng 10 năm 2020.